# Wilczy Dół (osada)
Wilczy Dół  (też: Wilczyska) – mała osada śródleśna w Polsce położona w województwie lubuskim, w powiecie strzelecko-drezdeneckim, w gminie Dobiegniew.
W latach 1975–1998 miejscowość administracyjnie należała do województwa gorzowskiego.